# Krzysztof Żołnierowicz

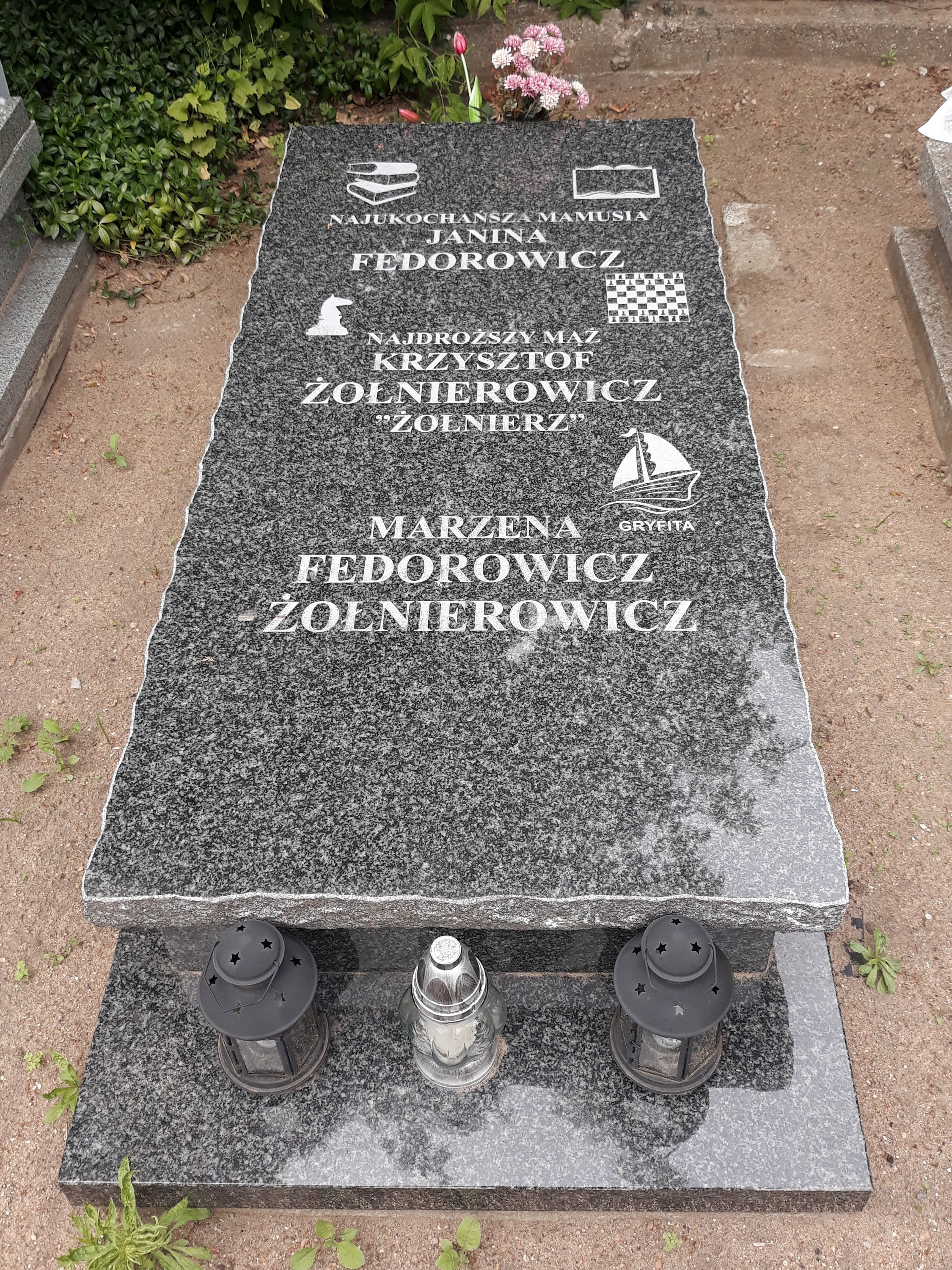
Nagrobek Krzysztofa Żołnierowicza

Krzysztof Żołnierowicz (ur. 18 stycznia 1962 w Bydgoszczy, zm. 27 maja 2020 tamże) – polski szachista, mistrz międzynarodowy od 1988 roku.

## Kariera szachowa
W roku 1981 zdobył w Olecku tytuł wicemistrza Polski juniorów w kategorii do 20 lat. W latach 1984–1990 czterokrotnie wystąpił w finałach mistrzostw Polski seniorów, nie osiągając sukcesów medalowych (najlepszy wynik: IX m., Warszawa 1990). W 1989 r. w Katowicach zdobył srebrny medal w II mistrzostwach Polski w szachach szybkich, natomiast w 1990 r. w Gdyni został mistrzem kraju w szachach błyskawicznych.
Wielokrotnie startował w turniejach międzynarodowych oraz ogólnopolskich, sukcesy odnosząc m.in. w Tarnowskich Górach (open, 1982, II m.), Świeradowie-Zdroju (open, 1983, dz. III m.), Białymstoku (open, 1983, dz. III m.), Wrocławiu (1987, I m.), Myślenicach (turniej B, 1987, dz. II m.), Słupsku (1987, dz. I m.), Warszawie (open, 1988, dz. II za Aleksandrem Wojtkiewiczem), Göteborgu (1989, III m.), Legnicy (1989, dz. I m.) i Pradze (turniej Bohemians B, 1990, dz. III m.).
Najwyższy ranking w karierze osiągnął 1 lipca 1988 r., z wynikiem 2440 zajmował wówczas 5. miejsce wśród polskich szachistów.
Pochowany na Cmentarzu Komunalnym przy ul. Kcyńskiej w Bydgoszczy.